# 切通理作
切通 理作 （きりどおし りさく、1964年2月21日 - ）は、日本の文芸評論家、脚本家、映画監督。

## 概要
東京都杉並区生まれ。母は狩野美智子であり、被爆二世にあたる。和光高等学校、和光大学人文学部文学科卒業後、同研究生。
文化批評をメインとする。若者文化に見識を持ち、非常勤講師を務める大学でも『若者文化論』を担当。
「朝日新聞」「毎日新聞」「日本経済新聞」「産経新聞」「共同通信」「時事通信」「沖縄タイムス」「熊本日日新聞」「週刊読書人」「図書新聞」「サンデー毎日」「週刊朝日」「週刊文春」「中央公論」「わしズム」などで時評・書評・コラムを執筆。
「キネマ旬報」「映画芸術」「映画秘宝」「月刊ドラマ」等に映画・テレビドラマ評や映画人への取材記事、「文學界」「群像」「すばる」に文芸批評を執筆。
キネマ旬報ベストテン、映画秘宝ベストテン、日本映画プロフェッショナル大賞の現役審査員。過去には映画芸術ベストテン、毎日コンクールドキュメンタリー部門、サンダンス映画祭アジア部門日本ノミネート、東京財団アニメ批評コンテスト等で審査員を務める。
和光大学、和光高等学校で非常勤講師を務める。専修大学、フェリス女学院大学でも非常勤で教鞭を執ったことがある。また、編集者・ライター養成教室「編集の学校」においても、評論・ノンフィクション講座の講師を開設当初の1995年より全回担当。
編集者を経て1993年『怪獣使いと少年 ウルトラマンの作家たち』で単著デビュー。
1998年『ぼくの命を救ってくれなかったエヴァへ』では複数の執筆者による批評集をプロデュース。以降、他著者のプロデュース活動も行う。
2001年『宮崎駿の〈世界〉』でサントリー学芸賞受賞（2008年に文庫で増補版刊行）。続く国民的映画人の長編評論として『山田洋次の〈世界〉 幻風景を追って』を2004年に刊行。
映画『ゲイのおもちゃ箱』（山本竜二監督）、『アクアリウム』（須藤真澄原作）、アニメ『おぼっちゃまくん』（小林よしのり原作）、テレビドラマ『月のベンチで、待っているから』（石坂啓原作）などでシナリオを執筆している。
『ヒミコさん』『ダンプねえちゃんとホルモン大王』（藤原章監督）、『昆虫探偵ヨシダヨシミ』（佐藤佐吉監督）等では俳優としても出演。
テレビは『朝まで生テレビ』『NHK特集 サリン事件・終わらない悪夢』『ミヤネ屋』等に発言者、レポーターとして出演。
2010年より小林よしのりの主宰するゴー宣ネット道場で、「ネットから書店へ」をテーマに読書番組『切通理作のせつないかもしれない』を開始（30分、月2回）。
月一回開催されるゴー宣道場にレギュラー出演。
2017年12月、初監督作品として映画『青春夜話』が公開される。

## エピソード
- 著作活動の傍らインターネット、ソーシャルメディアに親和性が高く、2000年の時点でいち早く自身のホームページを開き、mixi、ツイッター、フェイスブックでは毎日発言、ニコニコ動画で番組をUPするなど自在に活動。一方でネット右翼の持つ差別性や排除の論理に関しては早くから批判を加えている。
- 「社会」でも「国家」でもない「セカイ系」という表現の原イメージを提出[要出典]。また美少女キャラがオタク男を癒す「女ドラえもん」という表現も最初に使っている。
- ペンネームのような名前だが本名である。小谷野敦は著書『名前とは何か なぜ羽柴筑前守は筑前と関係がないのか』の第六章「匿名とは何か」を次の一文で結んでいる。〈そんな「匿名批判OKの時代」に世の中がなりつつある中で、私があっぱれだと思うくらい、実名で通しているのが、切通理作である。（中略）切通は、私の把握する限りでは、どこでも実名を使う。私はそこに、心意気のようなものを感じる。〉
- 「キネマ旬報」の連載は93年からで、今年18年めを迎える。他にも10年め、5年めを迎える連載を複数抱えている。
- 『失恋論』刊行以来、中村うさぎ、有本香、伏見憲明等から「乙女系」と呼ばれ「女子会」的イベントに出演。
- 大学在学中から学内のゲリラ的な壁新聞“ブンブン通信”を友人と発行し、さらにウルトラシリーズの脚本家の一人・市川森一へのインタビューを掲載した幻の同人誌“猫の結核”を2号まで発行。その後、市川のシナリオを単行本としてまとめるなど編集者としての活動を経てフリーとなり、文筆活動を本格化した。
- 学生時代は紫色のトレーナーをしばしば着用しており、当時和光大講師だった竹田青嗣から「そこのムラサキの人」と呼ばれたことから「ムラサキ」「ムラサキさん」が渾名となった。竹田青嗣は処女単行本『怪獣使いと少年』の帯に推薦文を書いている。竹田の弟子・石川輝吉とも交流があり、石川の処女出版『カント 信じるための哲学』刊行記念のトークショーで対談している。

## 著書
- 『怪獣使いと少年 ウルトラマンの作家たち』（宝島社 1993年／増訂版・宝島社文庫 2000年／増補新版・洋泉社 2015年）
- 『お前がセカイを殺したいなら』（フィルムアート社 1995年）
- 『地球はウルトラマンの星 ウルトラマンティガ・ダイナ・ガイア』（ソニー・マガジンズ 2000年／増訂版『ダイナ＆ガイア編』、『ティガ編』、徳間書店、2019年）
- 『ある朝、セカイは死んでいた』（文藝春秋 2001年）
- 『宮崎駿の<世界>』（ちくま新書 2001年／増補版・ちくま文庫 2008年）
- 『特撮黙示録 1995-2001』（太田出版 2002年）
- 『ポップカルチャー 若者の世紀』（廣済堂出版 2003年）
- 『山田洋次の〈世界〉 幻風景を追って』（ちくま新書 2004年）
- 『失恋論』（角川学芸出版 2006年）
- 『サンタ服を着た女の子 ときめきクリスマス論』（白水社 2006年）
- 『情緒論 セカイをそのまま見るということ』（春秋社 2008年）
- 『本多猪四郎 無冠の巨匠』（洋泉社 2014年）
- 『怪獣少年の〈復讐〉 70年代怪獣ブームの光と影』（洋泉社、2016年）
- 『ウルトラマン ニュージェネの証　『ギンガ』、『ギンガＳ』、『Ｘ』、『オーブ』、『ジード』＆ゼロ』（ホビージャパン、2024年）[3]

### 共著・編著
- 『ぼくの命を救ってくれなかったエヴァへ』（三一書房 1997年）- 編著
- 『日本風景論』（春秋社 2000年）- 丸田祥三共著
- 『少年宇宙人 平成ウルトラマン監督原田昌樹と映像の職人たち』（二見書房 2015年）- 原田昌樹共著
- 『15歳の被爆者　歴史を消さないために』（彩流社、2016年）- 狩野美智子共著

## 監督

### 映画
- 青春夜話 Amazing Place（2017年12月2日公開）
- 神戸元町映画館10周年記念オムニバス映画「きょう、映画館に行かない?」「これから」（2021年8月21日公開）深澤浩子との共同脚本[4]

## 脚本のみ

### 映画
- 黄昏に燃えて　あるハッテンバ神（1994年）[5]
- AQUARIUM（1998年）[6]
- ピンク・ゾーン2 淫乱と円盤（2018年11月9日）
- 溢れる淫汁　いけいけ、タイガー（2019年）[7]
- ピンク・ゾーン3 ダッチワイフ慕情（2020年2月14日）
- 裸のタイガー エロス狩り（2022年2月11日）